# Nothin’ to Lose
«Nothin’ to Lose» — песня группы Kiss с их дебютного альбома Kiss (1974).
Вскоре после выхода альбома (в том же феврале 1974 года) песня вышла в США отдельным синглом.
В чарты в США песня не попала, но, как пишет сайт Songfacts, она стала одним из столпов концертных выступлений группы Kiss и все 1970-е годы занимала в них почётное место. Её можно теперь услышать на ряде концертных альбомов (в том числе на альбоме 1975 года Alive!) и сборников группы.

## Сюжет и история создания
Автор песни — Джин Симмонс. Как утверждает сайт Songfacts, в песне Симмонс убеждает свою девушку попробовать анальный секс и в итоге ей это нравится.
Симмонс рассказывал журналу Classic Rock:
Песня «Nothin’ to Lose» появилась после того, как я услышал эту строчку в двух различных песнях. Одна была песней Литла Ричарда, а другая была песня под названием «Sea Cruise», в которой была строчка «Тебе нечего терять, не позволишь ли ты мне взять тебя в морской круиз?» (англ. You got nothin' to lose, won't you let me take you on a sea cruise).

## История записи
На гитаре на этом треке играет Брюс Фостер из Shark Frenzy. Группа Shark Frenzy потом станет первой группой в музыкальной карьере Ричи Самборы. Как пишет всё тот же сайт Songfacts, «Nothin’ to Lose» стала первой песней Kiss, в записи которой принял участие музыкант со стороны (не участник группы).

## Список композиций
| №  | Название          | Автор(ы)     | Длительность |
| -- | ----------------- | ------------ | ------------ |
| 1. | «Nothin’ to Lose» | Джин Симмонс | 3:26         |

| №  | Название               | Автор(ы)                                     | Длительность |
| -- | ---------------------- | -------------------------------------------- | ------------ |
| 1. | «Love Theme From Kiss» | Симмонс, Пол Стэнли, Эйс Фрэйли, Питер Крисс | 2:24         |

## Участники записи
Kiss:
- Джин Симмонс — бас-гитара, вокал
- Пол Стэнли — гитара, вокал
- Эйс Фрэйли — соло-гитара
- Питер Крисс — ударные, вокал

Приглашённые музыканты:
- Брюс Фостер — фортепиано, гитара